# Koolhof (Deurne)
Koolhof, gewoonlijk als de Koolhof uitgesproken, is een woonwijk van de kern Deurne in de Nederlandse gemeente Deurne. De wijk heeft enkele duizenden inwoners en circa 1200 woningen.

## Algemeen
De bouw van de wijk startte in de jaren zestig van de twintigste eeuw. Het was het tot dan toe grootste woningbouwproject in de gemeente. Als locatie werd de goed bebouwbare Deurnese akker ten zuiden van de dorpskom uitgekozen. De naam van de wijk is afgeleid van een toponiem dat aan de noordzijde van de akker thuishoorde. Daar lagen blijkens de naam ooit de kleine akkerperceeltjes, waar koolgewassen werden geteeld. -Hof is in dialect nog altijd de benaming voor de tuin. Dat dit koolgewas zou refereren aan koolzaad, zoals wel beweerd wordt, omdat het op een kleiige bodem werd verbouwd, is aantoonbaar onjuist. De bodem van de wijk bestaat uit een hoge zandgrond, tussen de 13e of 14e eeuw en de 19e eeuw nog opgehoogd door bemesting met een mengsel van dierlijke mest en zandige plaggen. Daarop konden traditionele koolgewassen prima groeien.
De eerste woningen verrezen aan de noordzijde, tegen het centrum van het dorp. Dit plan kreeg de naam d'Ekker, dialect voor "de Akker". Als laatste, in de jaren tachtig, werd het gebied tussen Maassingel en Zeilbergsestraat (Swalm, Waal, Lek) en een deel van de Zaan bebouwd. Omstreeks 1990 was de wijk daarmee voltooid.

## Woningen en voorzieningen
De wijk kent voornamelijk rijtjeswoningen, maar ook wel een aantal straten met voornamelijk vrijstaande woningen of twee-onder-één-kap-woningen. Aan de Schelde verrees een winkelcentrum met onder meer een bakker, snackbar en supermarkt, met daaromheen de weinige appartementen van de wijk. Er staan twee basisscholen, de katholieke de Piramide en de openbare de Bron. De wijk kent geen middelbare scholen of kerken.

## Verdwenen wegen
Oorspronkelijk liep er een aantal wegen over de Deurnese akker, te weten de Hogeweg, de Groeneweg, de Peelstraat en de Akkerweg. Voor de aanleg van de wijk moesten deze geleidelijk wijken. Nog aan slechts enkele zaken zijn de wegen te herkennen, namelijk:
- Groeneweg: deze weg liep van noordwest naar zuidoost over de akker. Een gedeelte van de Stijn Streuvelslaan volgt tegenwoordig het tracé van het noordelijk gedeelte van de Groeneweg. Van de woningen die er stonden, is er slechts één bewaard gebleven. Deze ziet men, komend vanuit de dorpskom, na honderd meter aan de linkerzijde van de weg. Aan dezelfde zijde staan in de berm nog enkele leilinden. De lintbebouwing langs deze weg dateerde overigens merendeels van ná 1890, omdat de akker oorspronkelijk geen bebouwing kende. De Groeneweg doorkruiste de tegenwoordige bebouwing van de wijk en kwam bij het tegenwoordige kruispunt Amstel-Donge op de Amstel uit.
- Hogeweg: deze weg, noord-zuid lopend, begon in de Molenstraat, tegenover de Lindenlaan. De entree van de weg Achter de Molenberg vormde voorheen het begin van de Hogeweg. In de wijk is niets van het tracé terug te vinden. Na opheffing van de weg heeft de nieuwe rondweg van het centrum, haaks op de oude Hogeweg, de naam overgenomen. De Hogeweg sloot tot het begin van de twintigste eeuw aan op de Amstel waar nu de Maassingel aansluit. Vóór 1949 werd het zuidelijk deel van de weg opgeheven en eindigde de weg bij de nieuw aangelegde Akkerweg.
- Peelstraat: deze weg liep van zuidwest naar noordoost door de wijk. Uit de rooilijn van de tuin van het huis op de westelijke hoek van de kruising Maassingel-Amstel is het begin van de schuin aansluitende Peelstraat nog te herleiden. Bij het tegenwoordige kruispunt Maassingel-Schelde-Deltasingel lag het kruispunt met de Groeneweg, vanouds het Hellegat geheten. Waarschijnlijk bevond zich hier een lager stuk van de Deurnese akker. Tegenover de Kulertseweg sloot de Peelstraat aan op de Zeilbergsestraat; de laatste tientallen meters van de weg vormen tegenwoordig een oprit van een woning. Het voormalige tracé van de Peelstraat tussen Maassingel en Zeilbergsestraat, ongeveer 2/5 van het totaal, is nu een langgerekt park.
- Akkerweg: deze weg werd in de vroege twintigste eeuw aangelegd en liep van de Oude Liesselseweg naar de Groeneweg, vanaf de Oude Liesselseweg gezien bij benadering via Maassingel en Rijn.

## Huidig wegenpatroon
De wegen in de wijk zijn genoemd naar Nederlandse wateren, zowel beken als rivieren. Centraal door de wijk loopt in een cirkel de Maassingel. Deze weg is via 7 radialen (met de klok mee Stijn Streuvelslaan, Lek/Waal, Dintel, Maassingel, Zaan, Maassingel en Antoon Coolenlaan) verbonden met de wegen rond de wijk. Kleine deelplannen aan de noordwestelijke rand dragen namen van Nederlandse schrijvers en wetenschappers. In het bos achter huis De Wieger, aan de westelijke zijde van de wijk, werd ná 1970 de straat Wiegershof aangelegd.

## Kenmerkende gebouwen
Historische bebouwing van vóór de aanleg van de wijk is er nauwelijks te vinden, omdat het grotendeels een onbebouwd akkercomplex was. Het enige pand van vóór 1955 is een huis aan de Stijn Streuvelslaan, gebouwd toen daar nog de Groeneweg liep. Andere gebouwen aan de rand van de wijk hebben een dusdanige omvang, dat zij beeldbepalend zijn. Het gaat bijvoorbeeld om De Wieger en om Zwembad de Wiemel.
Het meest opmerkelijke pand in de wijk zelf is de sporthal Frans Hoebenshal, gebouwd in 1977-1978 en genoemd naar (voormalig) burgemeester Frans Hoebens. Het gaat om een grote, witte koepel naar ontwerp van Richard Buckminster Fuller, die vanaf hoogtes van ver waar te nemen is.
De sporthal raakte verouderd en voor wat betreft de exploitatie relatief duur. Daarom besloot het gemeentebestuur in 2012 om de Frans Hoebenshal te slopen en op die plek voor basisschool De Piramide en SBO de Brigantijn een nieuw, gezamenlijk schoolgebouw op de vrijgekomen plek te bouwen. Dit in combinatie met een gymzaal, kinderopvang en ruimte voor de wijk(raad).
In de collegevergadering van 26 februari 2013 werd, na een aanbesteding, besloten de sloopwerkzaamheden te gunnen aan Gebr. Aldenzee uit Deurne die geacht werd medio maart te starten met de sloop van de sporthal.